# Judith O'Dea
Judith O'Dea (Pittsburgh, 20 aprile 1945) è un'attrice statunitense.

## Biografia
Nota soprattutto per aver interpretato Barbara nel film di George A. Romero La notte dei morti viventi (1968), è apparsa in un film per la TV, The Pirate (1978) e in alcuni film più recenti di scarso rilievo.

## Filmografia
- Habit Patterns (regia di ?, 1954, cortometraggio didattico)
- La notte dei morti viventi (Night of the Living Dead), regia di George A. Romero (1968)
- The Pirate (regia di Ken Annakin, 1978)
- Claustrophobia (regia di Mark Tapio Kines, 2003)
- Laugh Track: Night of the Living Dead (regia di Charles Cozart, 2003)
- October Moon (regia di Jason Paul Collum, 2005)
- October Moon 2: November Son (regia di Jason Paul Collum, 2008)
- Timo Rose's Beast (regia di Timo Roosen, 2009)
- Women's Studies (regia di Lonnie Martin, 2010)
- Shy of Normal: Tales of New Life Experiences (regia di Jason Paul Collum, 2011)
- They Came from the Ether (regia di James Pronath, 2014)
- Hole in the Wall (regia di Carolyn Baker, Steve Goltz e Greg Johnson, 2014)
- Abandoned Dead (regia di Mark W. Curran, 2015)
- Safe Inside (regia di Jason Paul Collum, 2017)
- Kill Giggles (regia di Jaysen P. Buterin, 2020)